# 春山文典
春山 文典（はるやま ふみのり、1945年 - ）は、日本の芸術家、彫刻家。横浜美術大学元学長。日本芸術院会員。長野県小布施町出身。蓮田修吾郎に師事。

## 経歴
- 1969年　東京芸術大学美術学部工芸科卒業
- 1971年　東京芸術大学大学院美術研究科修了
- 1980年　独日金属造形作家展（西ドイツ・ハンブルク）以後'83、'88年
- 1983年　日本現代工芸美術展審査員（以後14回）
- 1989年　日展審査員（以後7回）
- 1992年　前衛と伝統 現代の工芸展（ドイツ・フランクフルト市）
- 1997年　日展評議員
- 2002年　現代工芸美術家協会常務理事
- 2019年　日本芸術院会員[1]

## 作品収蔵
- 作品設置(公共空間）／上越新幹線越後湯沢駅
- 大阪府立産業技術研究所
- 上信越自動車道千曲川ハイウェイオアシス　他

## 受賞・栄典
- 1978年 日本現代工芸美術展現代工芸賞
- 1979年 日展特選、北方領土返還祈念シンボル像デザイン公募最優秀賞
- 2000年 日本現代工芸美術展内閣総理大臣賞、日展文部大臣賞
- 2016年 日本芸術院賞
- 2025年 旭日中綬章[2][3]